# Neureclipsis piersoni
Neureclipsis piersoni là một loài Trichoptera trong họ Polycentropodidae. Chúng phân bố ở miền Tân bắc.